# Reventón del río Mundo
El reventón del río Mundo es un fenómeno dado en el nacimiento del río homónimo, en la provincia de Albacete (España), muy cerca del municipio de Riópar. 
El fenómeno consiste en la salida de golpe de una gran cantidad de agua. Se trata de un hecho poco común que se da en muy pocas cuevas de origen kárstico. 
En épocas de lluvias, o tras el deshielo de la nieve acumulada durante el invierno, se forman unas cascadas espectaculares, verdaderas explosiones de agua y luz, conocidas en la zona como el reventón o los Chorros del río Mundo.
Toda la zona está integrada en el Parque natural de los Calares del Río Mundo y de la Sima, uno de los cinco parques naturales de la comunidad autónoma de Castilla-La Mancha.